# Lélia Pissarro
Lélia Olga Sabine Edwige Pissarro oder Lélia Pissarro-Stern (* 27. Juli 1963 in Paris, Frankreich) ist eine französische Malerin und Galeristin. Sie entstammt der Künstlerfamilie Pissarro.

## Leben

### Als Künstlerin
Lélia Pissarro ist die Urenkelin des Malers Camille Pissarro. Im Gegensatz zu ihren Brüdern Joachim und Lionel wuchs sie nicht in Paris auf, sondern verbrachte ihre Kindheit in der Obhut ihrer Großeltern Paul Émile Pissarro und dessen zweiter Frau Yvonne Beaupel in Clécy im Département Calvados, wo sie ab dem vierten Lebensjahr in den Techniken der impressionistischen und neoimpressionistischen Malerei unterwiesen wurde. Ihr erstes Bild verkaufte sie an den New Yorker Galeristen Wally Findlay. Nach dem Tod ihres Großvaters 1972 verblieb sie bis 1974 bei ihrer Großmutter und kehrte mit elf Jahren zu ihren Eltern nach Paris zurück, wo ihr Vater Hugues Claude Pissarro die Rolle ihres Lehrers übernahm. Bei einer Ausstellung im Salon de la jeune Peinture war sie die jüngste Ausstellerin. Im Alter von fünfzehn Jahren nahm sie an einer Ausstellung im Musée du Luxembourg in Paris teil. Ab 1978 studierte sie an der École supérieure des beaux-arts de Tours, wo sie sich unter anderem mit Konzeptkunst beschäftigte. Zu dieser Zeit schuf sie in ihrer Ausdehnung große, stark gestische, abstrakte Werke internationalen Stils. Am Pariser Louvre ließ sie sich in Restaurierungstechniken unterweisen. Die Themen ihrer impressionistischen Arbeiten waren wie bei dem Bild „New River“ oftmals Häuser am Ende von verschneiten Straßen, oder ähnliche idyllische Themen. Ihre erste Anstellung fand sie in Paris, wo sie als Kunstlehrerin tätig war. 1984 reiste sie nach Israel, wo sie ihren zukünftigen Ehemann David Stern traf.
Lélia zog 1988 nach London. Sie nahm an einer Ausstellungsreihe mit dem Titel „Pissarro – The Four Generations“ teil, in denen ihre Arbeiten zusammen mit denen ihres Urgroßvaters, Großvaters und Vaters in London, Tel Aviv, fünf Museen in Japan und dem Museum of Art Fort Lauderdale in Florida (2000) gezeigt wurden. 2003 erkrankte Lélia an Brustkrebs und musste sich einer doppelten Brustamputation unterziehen. Lelias jüngere Arbeiten, wie das Bild „Blindfolding“, zeigen kühne, großzügig ausgelegte Schwaden von Farben und Goldpigmenten, mit denen sie die Wirkung von Licht auf ihren Leinwänden zu erfassen sucht.

### Familie und Galerie
Die in zweiter Generation gemeinsam von Lélia Pissarro und ihrem Ehemann David Stern geführte Stern Pissarro Gallery im Londoner Stadtteil Mayfair wurde 1964 in Tel Aviv gegründet und ist auf europäische Malerei des späten 19. und des 20. Jahrhunderts, besonders auf Arbeiten der vier Generationen überspannenden Pissarro-Familie spezialisiert.
„Meine beiden Brüder und ich malten zusammen mit meinem Vater und meinem Großvater. Jedes kleine Kind versucht seinen Eltern zu gefallen. Ich genoss die Malerei, oder vielleicht das Gefallen, mehr als meine Brüder, und so machte ich weiter“, sagte Lélia Pissarro. Im Gegensatz zur Familientradition habe Lélia ihre drei Kinder Kalia (* 1989), Lyora (* 1991) und Dotahn (* 1996) nie zum Malen angehalten. Ihre Tochter Lyora stellte 2014 einige ihrer Arbeiten in einer Ausstellung mit dem Titel „Five Generations of Pissarro“ in der Russell Collection Fine Art Gallery in Austin (Texas) vor, in der Werke von acht Angehörigen der Pissarro-Familie aus 161 Jahren gezeigt wurden.

## Werke (Auswahl)
Gemälde
| |                                                                                            |
| - Stolen Kiss, 2006 - Powers over Me, Taboos and Memories, 2007 - Blindfolding, 2008 - Horny Beast, 2008 - Mysterious and Sexy, 2009 - Un Dernier Baiser, 2009 | - Empathie - New River - La belle ile de Re, 2011 - In the Plane - Paulémile, Lyora et moi |

Veröffentlichungen
- Lélia Pissarro: Four Seasons of the Mind. Catalogues. Stern Pissarro Gallery, London Dezember 2004/Januar 2005, 58 S.
- Lélia Pissarro: The Colours of Silence. Catalogues. 216 S.